# ويليام كلايد كالدويل
ويليام كلايد كالدويل هو سياسي كندي، ولد في 14 مايو 1843 في كندا، وتوفي بنفس المكان في 7 يناير 1905. حزبياً، نشط في الحزب الليبرالي في أونتاريو ‏. وقد انتخب عضو برلمان مقاطعة أونتاريو.